# Blonde Alibi
Blonde Alibi est un film américain réalisé par Will Jason (en), sorti en 1946.

## Fiche technique
- Réalisation : Will Jason (en)
- Scénario : George Bricker d'après une histoire de Gordon Kahn
- Producteur : George Bricker, Ben Pivar
- Photographie : Maury Gertsman
- Montage : Edward Curtiss
- Musique : Edgar Fairchild
- Genre : Film noir[1]
- Production : Universal Pictures
- Distributeur : Universal Pictures (US), General Film Distributors (UK)
- Durée : 62 minutes (7 bobines)[2]
- Date de sortie : mars 1946

## Distribution
- Tom Neal : Rick Lavery
- Martha O'Driscoll : Marian Gale
- Donald MacBride : Insp. Carmichael
- Peter Whitney : Police Lt. Melody Haynes
- Samuel S. Hinds : Prof. Slater
- Robert Armstrong : Williams
- Elisha Cook Jr. : Sam Collins
- Marc Lawrence : Joe DeRita
- Oliver Blake : Pat Tenny
- John Berkes : Louie Comey